# ناحیه چشایر، میشیگان
ناحیه چشایر (به انگلیسی: Cheshire Township) یک منطقهٔ مسکونی در ایالات متحده آمریکا است که در شهرستان آلگان، میشیگان واقع شده‌است.
 ناحیه چشایر ۹۳٫۰ کیلومتر مربع مساحت و ۲٬۱۹۹ نفر جمعیت دارد و ۲۱۰ متر بالاتر از سطح دریا واقع شده‌است.